# Auf der Alm da gibt’s koa Sünd (1974)
Auf der Alm da gibt’s koa Sünd ist eine deutsche Softcore-Filmkomödie von Franz Josef Gottlieb aus dem Jahr 1974.

## Handlung
Ein Agentenpaar ist hinter Professor Solo und seiner Formel her, die dieser auf Mikrofilm bei sich trägt. Die Formel zeigt, wie aus Müll synthetisches Benzin hergestellt werden kann. Als der Agent Professor Solo per Gewehr betäubt, vertraut der Wissenschaftler den Mikrofilm dem anwesenden Tankstellenbesitzer Josef Sandler an. Der bringt den Film in seiner Lederhose in sein Dorf zurück und versucht, die Formel mit Wirt Sepp Huber zu entschlüsseln. Doch weder er noch der Arzt und der Apotheker können die Formelzeichen entschlüsseln.
Die beiden Agenten kommen ins Dorf, wo sie nach und nach auf unterschiedliche Weise den Männern an die Lederhosen gehen, haben sie doch gehört, dass der Film in einer Lederhose versteckt ist. Der Professor wird unterdessen im Haus des Apothekers versteckt. Es kommt zu Verwicklungen beim Fensterln und schließlich der Entführung von Sandlers Nichte Claudia und der Festsetzung der Agentin Sally. Beim Gefangenenaustausch kommt es zu Sex und schließlich zur Festnahme der Agenten. Beide können jedoch fliehen. Professor Solo braut in der Apotheke das Benzin. Durch eine Unachtsamkeit wird der Mikrofilm vernichtet. Das hochexplosive Benzinkonzentrat wird von den Agenten gestohlen und am Ende bei einer Explosion zerstört.

## Produktion
Auf der Alm da gibt’s koa Sünd wurde in Pfarrwerfen und Umgebung gedreht. Die Kostüme schuf Edda L’Arronge, die Filmsets stammen von Robert Fabiankovich. Der Film lief am 11. Oktober 1974 in den bundesdeutschen Kinos an.

## Kritik
Für das Lexikon des internationalen Films handelte es sich bei dem Werk um eine „stumpfsinnige Sexposse.“